# Eugeniusz Morski
Eugeniusz Marek Morski (ur. 27 sierpnia 1909 w Petersburgu, zm. 19 lutego 1975 w Poznaniu) – polski poeta i tłumacz poezji z języka rosyjskiego (Puszkin, Lermontow, Jesienin, Błok, Majakowski, Wozniesienski). 

## Życiorys
W latach 1930–1934 studiował na Politechnice Poznańskiej (wtedy Państwowa Wyższa Szkoła Budowy Maszyn i Elektrotechniki). Debiutował w 1932 roku w Poznaniu, należał do literackiej grupy "Promethidion", działającej w latach trzydziestych przy Uniwersytecie Poznańskim, był współredaktorem kwartalnika poetyckiego "Prom", publikował swoje wiersze w "Wiadomościach Literackich" i "Skamandrze". Po wojnie współpracował z Polskim Radiem i prasą. Wydał sześć tomików poezji, dwa tomiki prozy oraz trzy książeczki dla dzieci. W nurcie kosmonautycznej fantastyki naukowej utrzymana była powieść W pogoni za Czarnym Karłem (1957, pierwotnie jako Na szlakach komet na łamach „Nowego Świata”, 1956).  
Został pochowany na Cmentarzu Junikowo w Poznaniu w Alei Zasłużonych.

## Ordery i odznaczenia
Wyróżniony Odznaką Honorową miasta Poznania (1971) i Krzyżem Kawalerskim Orderu Odrodzenia Polski (1972). 